# Marco Island
Marco Island – miasto w Stanach Zjednoczonych, w hrabstwie Collier, w stanie Floryda, położone na wyspie o tej samej nazwie w Zatoce Meksykańskiej u wybrzeży południowo-zachodniej Florydy.

## Demografia
Według spisu powszechnego z 2000 roku, miasto zamieszkiwało 12 879 osób.